# Adolphe Dupuis
Pour les articles homonymes, voir Dupuis.
Adolphe Charles Dupuis, dit simplement Dupuis, est un acteur français né à Paris (rue Richelieu) le 16 août 1824 et décédé à Saint-Pierre-lès-Nemours le 24 octobre 1891.

## Biographie
Adolphe Charles Dupuis naquit le 16 août 1824 à Paris, au domicile de sa mère, situé au 18, rue de Richelieu. Il est le fils naturel de la comédienne Rose Dupuis, et de père inconnu.
Adolphe Dupuis débuta très jeune au Théâtre-Français. Il eut Samson comme professeur puis il fit une seconde carrière heureuse et fructueuse en Russie et revint à Paris pour se faire applaudir.
Il fut notamment l'interprète de pièces d'Alexandre Dumas, George Sand et aussi au Gymnase favori d'Émile Augier.
Il a aussi joué au Vaudeville.
Pendant les 17 années qu'il consacra à Saint-Pétersbourg, de 1860 à 1877, Adolphe Dupuis joua au Théâtre Michel, fut lecteur des enfants du tsar Alexandre II et organisateur des fêtes littéraires organisées à la cour impériale.

## Carrière théâtrale
- 1850 : Les Petits Moyens d'Eugène Labiche, Gustave Lemoine et Adrien Decourcelle, Théâtre du Gymnase
- 1881 : Odette de Victorien Sardou, Théâtre du Vaudeville
- 1885 : Clara Soleil d'Edmond Gondinet et Pierre Sivrac, Théâtre du Vaudeville